# Alexei Nesterowitsch Schelest
Alexei Nesterowitsch Schelest (russisch Алексей Нестерович Шелест; * 12. Februarjul. / 24. Februar 1878greg. im Dorf Polujanowo, Ujesd Oster; † 8. Januar 1954 in Moskau) war ein russisch-sowjetischer Maschinenbauingenieur und Hochschullehrer.

## Leben
Schelest, Sohn des Krimkriegsveteranen Nester Gordejewitsch Schelest, besuchte die Konotoper Eisenbahnschule mit Abschluss 1896. Er arbeitete dann als Schlosser in den Konotoper Eisenbahnwerkstätten und ab 1897 als Zeichner bei der Kiew-Woronesch-Eisenbahn. 1902 wurde er Techniker-Konstrukteur in Karl Weichelts Dampfmaschinenwerk in Ljuberzy. Er leitete die Versuchsstation und war Chef der Technik-Abteilung.
1907 bestand Schelest als Externer die Abschlussprüfungen an einer Einrichtung der mittleren Bildung und begann das Studium an der Kaiserlichen Moskauer Technischen Schule (IMTU). Unter der Leitung Wassili Grinewezkis entwickelte Schelest 1912 ein neuartiges Arbeitsprinzip für eine Wärmekraftmaschine mit komprimiertem Gas. Abweichend von W. A. Stukenbergs Arbeitsschema strömte nicht Luft, sondern Verbrennungsabgase aus einem Gasgenerator in die Zylinder des Kolbenmotors einer Dampflokomotive, die durch eingespritztes Wasser gekühlt wurden. Im November 1913 meldete er die Erfindung einer Lokomotive mit Verbrennungsmotor an. Die weitere Arbeit führte zu seinem im September 1915 erfolgreich verteidigten Diplomprojekt einer Lokomotive mit Verbrennungsmotor, die das erste russische Projekt einer solchen Lokomotive war und die Entwicklung der Diesellokomotiven initiierte. Im November 1915 wurde das Patent erteilt.
Schelest blieb an der IMTU und lehrte nun. Nach der Oktoberrevolution wurde die IMTU die Moskauer Technische Hochschule (MWTU). 1921 konstruierte Schelest eine Gasturbinenlokomotive (Schweizer Patent Nr. 95277, 1922). In seinem 1922 in Wien erschienenen deutschsprachigen Buch über die spezifische Wärmekapazität der Gase und Dämpfe formulierte er das Gesetz der Wärmekapazität, nach dem die Wärmekapazitäten aller Stoffe proportional zur Zahl der Atome im Molekül sind. Auch untersuchte er die Wirtschaftlichkeit der Lokomotiven. 1927 wurde auf Beschluss des Rats für Arbeit und Verteidigung an der MWTU das Laboratorium für Diesellokomotiven des Schelest-Systems gegründet, das das wissenschaftliche Zentrum für den Diesellokomotivbau mit über 60 Mitarbeitern wurde. Ab 1928 leitete Schelest den Lehrstuhl für Dampflokomotivbau. 1932 wurde er ohne Verteidigung einer Dissertation zum Doktor der technischen Wissenschaften promoviert und zum Professor ernannt. 1933 organisierte er den neuen Lehrstuhl für Diesellokomotivbau und leitete ihn dann bis zu seinem Tode. 1936 erfand er einen neuartigen Dampfdom für Dampflokomotiven. Im selben Jahr wurde er Dekan der Fakultät für Wärmekraft- und hydraulische Maschinen.
Während des Deutsch-Sowjetischen Kriegs blieb Schelest in Moskau und organisierte in seinem Laboratorium die Produktion von Panzerbüchsen. Zeitweise leitete er den Lehrstuhl für Thermodynamik des Moskauer Instituts für Chemie-Maschinenbau (MIChM). 1951 wurde er Mitglied der KPdSU. 1952–1953 leitete er Vorprojekte für Lokomotiven mit wellenlosen Gasturbinen.
Schelest starb in Moskau und wurde auf dem Wwedenskoje-Friedhof begraben.

## Ehrungen, Preise
- Preis der Ledenzow-Gesellschaft zur Förderung der empirischen Wissenschaften und ihrer praktischen Anwendungen (1916)[1]
- Verdienter Wissenschaftler und Techniker der RSFSR (1932)[3]
- Stalinpreis II. Klasse (1943)[3]
- Orden des Roten Banners der Arbeit (1945)[2]
- Leninorden (1947)
- Medaille „Für die Verteidigung Moskaus“
- Medaille „Für heldenmütige Arbeit im Großen Vaterländischen Krieg 1941–1945“